# Hugo Suárez
Pour les articles homonymes, voir Suárez.
Hugo Suárez est un footballeur bolivien né le 7 février 1982 à Santa Cruz de la Sierra.
Il évolue au poste de gardien de but.